# 广佛镇
广佛镇，是中华人民共和国陕西省安康市平利县下辖的一个乡镇级行政单位。

## 行政区划
广佛镇下辖以下地区：
广佛村、南大溪村、香河村、塘坊村、铁炉村、东台村、白果坪村、罗家院村、东山寨村、冯家梁村、秋河村、柳林子村、八角庙村、松河村、闹阳坪村和华家河村。